# Wahl zum 20. Landtag des Landes Niedersachsen

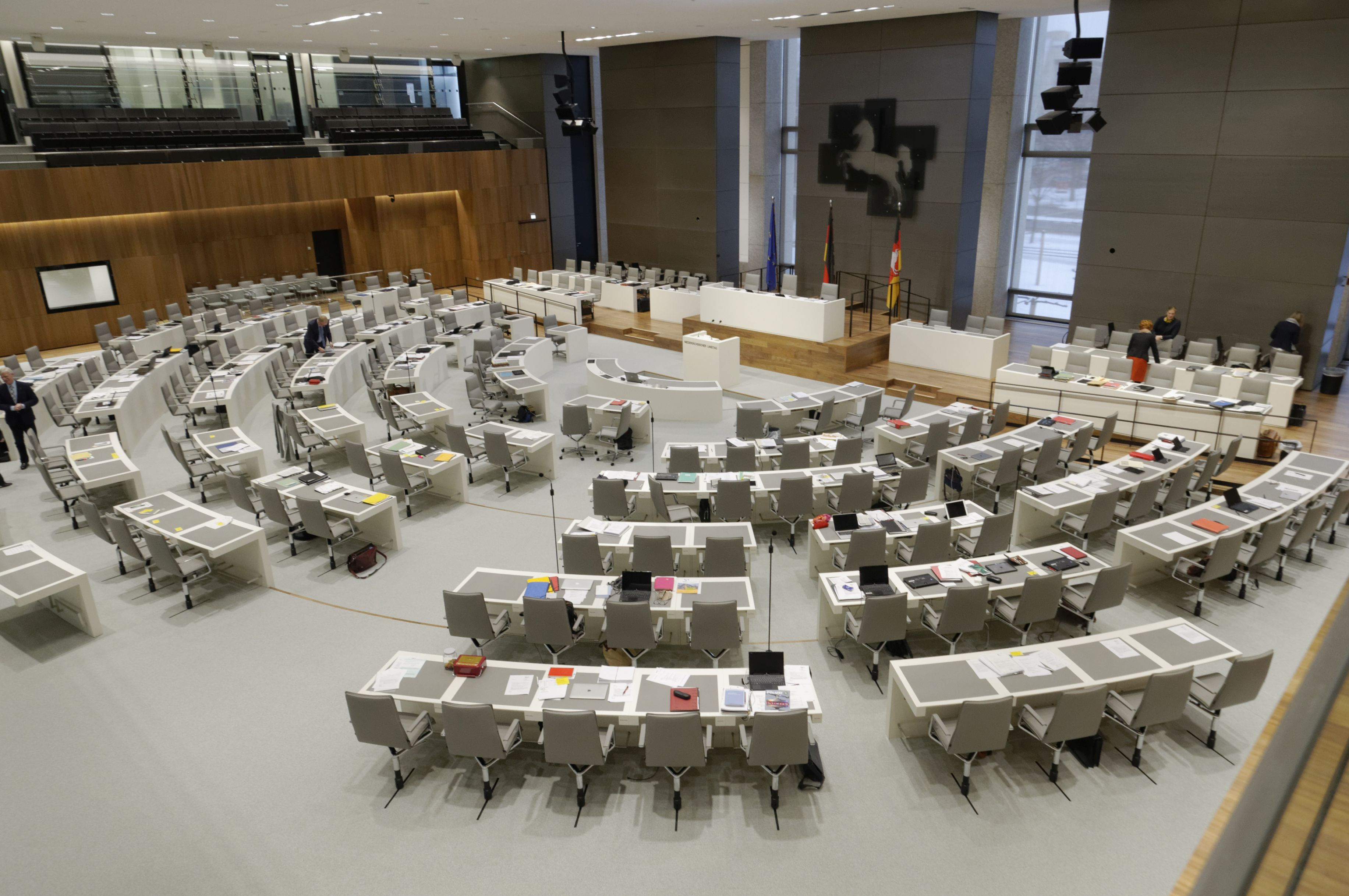
Plenarsaal des niedersächsischen Landtages in Hannover

Die Wahl zum 20. Landtag des Landes Niedersachsen wird, wenn die Legislaturperiode regulär abläuft, im Herbst 2027 stattfinden.

## Wahlrecht
Die Niedersächsische Verfassung legt fest, dass der Landtag auf fünf Jahre gewählt wird. Der nächste Landtag wird regulär frühestens 56, spätestens 59 Monate nach Beginn der Wahlperiode gewählt.
Der 19. Niedersächsische Landtag hat sich am 8. November 2022 konstituiert. An diesem Tag begann somit die Wahlperiode. Der frühestmögliche reguläre Wahltermin wäre somit Sonntag, 11. Juli 2027, das späteste Datum, Sonntag, 3. Oktober 2027.
In jedem der 87 Wahlkreise ist der Bewerber mit meisten Erststimmen gewählt. Die 135 Sitze im Landtag werden gemäß den Zweitstimmen nach dem D’Hondt-Verfahren proportional verteilt. Hierbei gilt eine Fünf-Prozent-Hürde. Erhält eine Partei mehr Sitze, als sie in den Wahlkreisen errungen hat, werden die restlichen über ihren Landeswahlvorschlag besetzt.
Erhält eine Partei in den Wahlkreisen mehr Sitze, als ihr nach dem Zweitstimmenanteil zustehen, so behält sie diese zusätzlichen Sitze (Überhangmandate) und die übrigen Parteien erhalten Ausgleichsmandate. Die Sitzzahl des Landtags wird über 135 hinaus angehoben um das Doppelte der Anzahl der Überhangmandate und die Sitzverteilung erneut nach dem D’Hondt-Verfahren berechnet. Sollten auch hiernach Überhangmandate vorhanden sein, bleiben sie ohne Ausgleich bestehen.

## Ausgangslage

### Vorherige Wahl 2022
Die SPD blieb trotz leichter Verluste mit 33,4 Prozent stärkste Partei in Niedersachsen, gefolgt von der CDU, die mit 28,1 Prozent ihr schlechtestes Ergebnis seit Jahrzehnten erreichte. Die Grünen gewannen hinzu  und wurden mit 14,5 Prozent der Stimmen erneut drittstärkste Kraft im Landtag. Die AfD gewann trotz interner Querelen und einer Beobachtung durch den Verfassungsschutz auf 10,9 Prozent hinzu. Die FDP scheiterte mit 4,7 Prozent der Stimmen knapp am Wiedereinzug in den Landtag. Die Linke verpasste den Einzug in den Landtag mit nur noch 2,7 Prozent nun deutlich.
Durch die Wahl erhielt eine von Ministerpräsident Stephan Weil (SPD) angestrebte rot-grüne Landesregierung erstmals seit 2017 wieder eine Mehrheit. Weil kündigte noch am Wahlabend an, Koalitionsverhandlungen mit den Grünen aufnehmen zu wollen. Diese führten schließlich zur Bildung des Kabinetts Weil III.

### Rückzug Weils
Am 1. April 2025 kündigte Ministerpräsident Stephan Weil seinen vorzeitigen Rückzug von seinen politischen Ämtern an. Er begründete dies unter anderem mit „persönlichen Motiven“ und nannte Schlafstörungen und einen hohen Druck, die ihn belasteten. Vertreter der CDU kritisierten die Entscheidung hingegen als Wortbruch und parteitaktisches Manöver und legten Neuwahlen nahe. Als seinen Nachfolger, sowohl im Amt des Ministerpräsidenten als auch als Vorsitzender des SPD-Landesverbands, schlug Weil den bisherigen Minister für Wirtschaft, Bauen, Verkehr und Digitalisierung Olaf Lies vor. Dieser wurde am 20. Mai 2025 zum Ministerpräsidenten gewählt und führt das Kabinett Lies an.

### Im Landtag vertretene Fraktionen
| Fraktion / Landesverband | Fraktion / Landesverband                    | Kurzbe- zeichnung | Sitze | Sitze |
| Fraktion / Landesverband | Fraktion / Landesverband                    | Kurzbe- zeichnung | 2022  | 2022  |
| ------------------------ | ------------------------------------------- | ----------------- | ----- | ----- |
|                          | Sozialdemokratische Partei Deutschlands     | SPD               | 57    | 57    |
|                          | Christlich Demokratische Union Deutschlands | CDU               | 47    | 47    |
|                          | Bündnis 90/Die Grünen                       | GRÜNE             | 24    | 24    |
|                          | Alternative für Deutschland                 | AfD               | 18    | 18    |

## Parteien und Kandidaten
Parteien müssen bis zu einem noch festzulegenden Termin ihre Teilnahme an der Wahl anzeigen. Sie müssen zur Zulassung ihrer Landesliste fristgerecht mindestens 2000 Unterstützerunterschriften beziehungsweise je 100 Unterstützungsunterschriften für jeden Kreiswahlvorschlag einreichen. Auch Einzelbewerber benötigen jeweils 100 Unterstützungsunterschriften. Davon ausgenommen sind Parteien, die in Bundes- oder Landtag vertreten sind oder auf die bei der letzten Bundestagswahl mindestens 5 Prozent der gültigen Stimmen in Niedersachsen entfielen. Stephan Weil tritt nicht erneut zur Wahl an.

## Umfragen

### Sonntagsfrage
| Institut          | Datum      | SPD    | CDU    | Grüne  | AfD    | FDP   | Linke | FW    | BSW   | Sonst. |
| ----------------- | ---------- | ------ | ------ | ------ | ------ | ----- | ----- | ----- | ----- | ------ |
| Bundestagswahl    | 23.02.2025 | 23,0 % | 28,1 % | 11,5 % | 17,8 % | 4,1 % | 8,1 % | 0,7 % | 3,8 % | 2,9 %  |
| INSA              | 19.02.2025 | 25 %   | 30 %   | 10 %   | 16 %   | 5 %   | 5 %   | —     | 5 %   | 4 %    |
| Allensbach        | 05.12.2024 | 27 %   | 33 %   | 10 %   | 16 %   | 4 %   | —     | 4 %   | 4 %   | 2 %    |
| INSA              | 12.11.2024 | 26 %   | 31 %   | 10 %   | 16 %   | 4 %   | 2 %   | —     | 6 %   | 5 %    |
| Infratest dimap   | 08.11.2024 | 25 %   | 32 %   | 12 %   | 15 %   | —     | —     | —     | 4 %   | 12 %   |
| Europawahl        | 09.06.2024 | 19,5 % | 31,4 % | 12,2 % | 13,2 % | 5,3 % | 2,1 % | 1,2 % | 4,5 % | 10,6 % |
| Allensbach        | 05.02.2024 | 29 %   | 30 %   | 11 %   | 21 %   | 4 %   | 2 %   | —     | —     | 3 %    |
| Infratest dimap   | 14.11.2023 | 26 %   | 28 %   | 13 %   | 18 %   | 5 %   | —     | —     | —     | 10 %   |
| INSA              | 19.10.2023 | 27 %   | 29 %   | 13 %   | 17 %   | 4 %   | 3 %   | —     | —     | 7 %    |
| Allensbach        | 12.07.2023 | 32 %   | 29 %   | 13 %   | 14 %   | 5 %   | 3 %   | —     | —     | 4 %    |
| Forsa             | 16.02.2023 | 33 %   | 26 %   | 17 %   | 10 %   | 5 %   | 3 %   | —     | —     | 6 %    |
| Landtagswahl 2022 | 09.10.2022 | 33,4 % | 28,1 % | 14,5 % | 11,0 % | 4,7 % | 2,7 % | 0,8 % | —     | 4,8 %  |